# Kerkhof van de Broeders van de Christelijke Scholen te Groot-Bijgaarden
Het kerkhof van de Broeders van de Christelijke Scholen te Groot-Bijgaarden is een begraafplaats gelegen in Groot-Bijgaarden. Het bevindt zich op het eind van de Sint-Wivinadreef, in een bos en achter een eeuwenoude kapel sinds het begin van de 20e eeuw. Merkwaardig omwille van zijn terrasvorm en zijn eenvormige graven en omwille van de begraven personen. Een kleine duizend religieuze mannen en vrouwen werden er begraven, vooral broeders van de congregatie Broeders van de Christelijke Scholen.

## Locatie
Het kerkhof bevindt zich vijftig stappen achter de kapel van de Heilige Wivina verborgen in het Vallenbos. De kapel zelf werd in 1660 gebouwd. Het zou de exacte plaats zijn waar Wivina zich rond 1127 vestigde. Naast de kapel bevindt zich ook een bron.

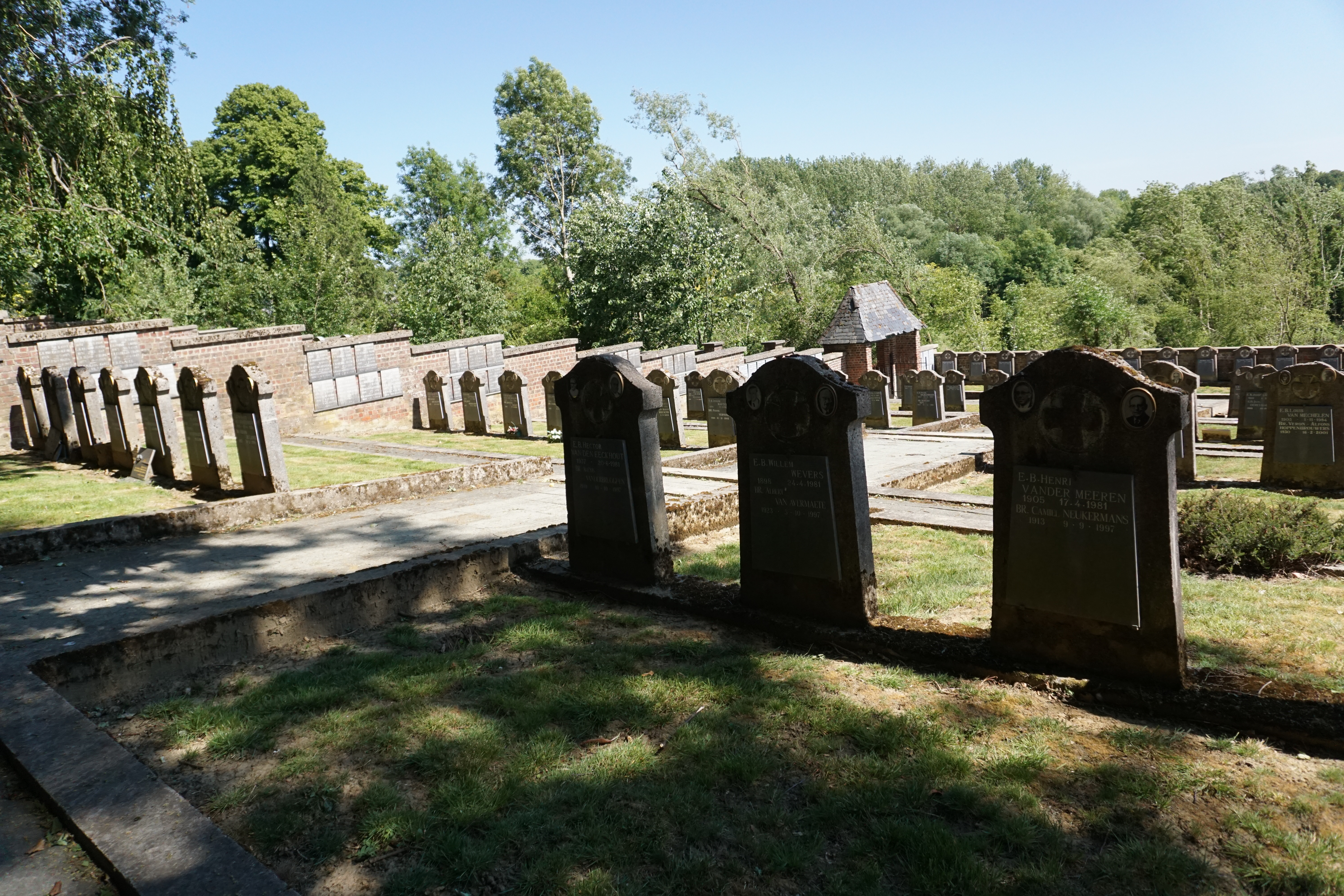
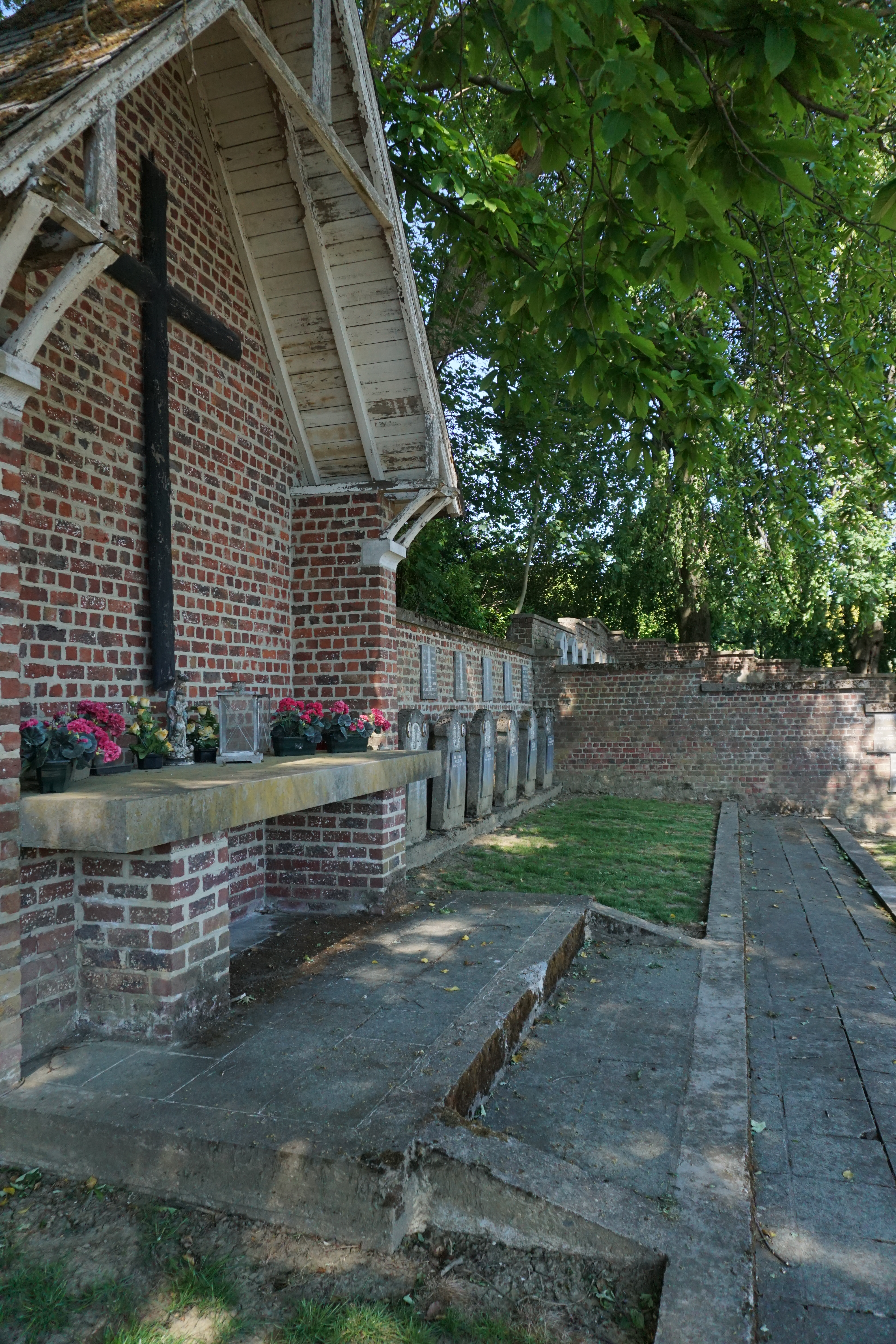
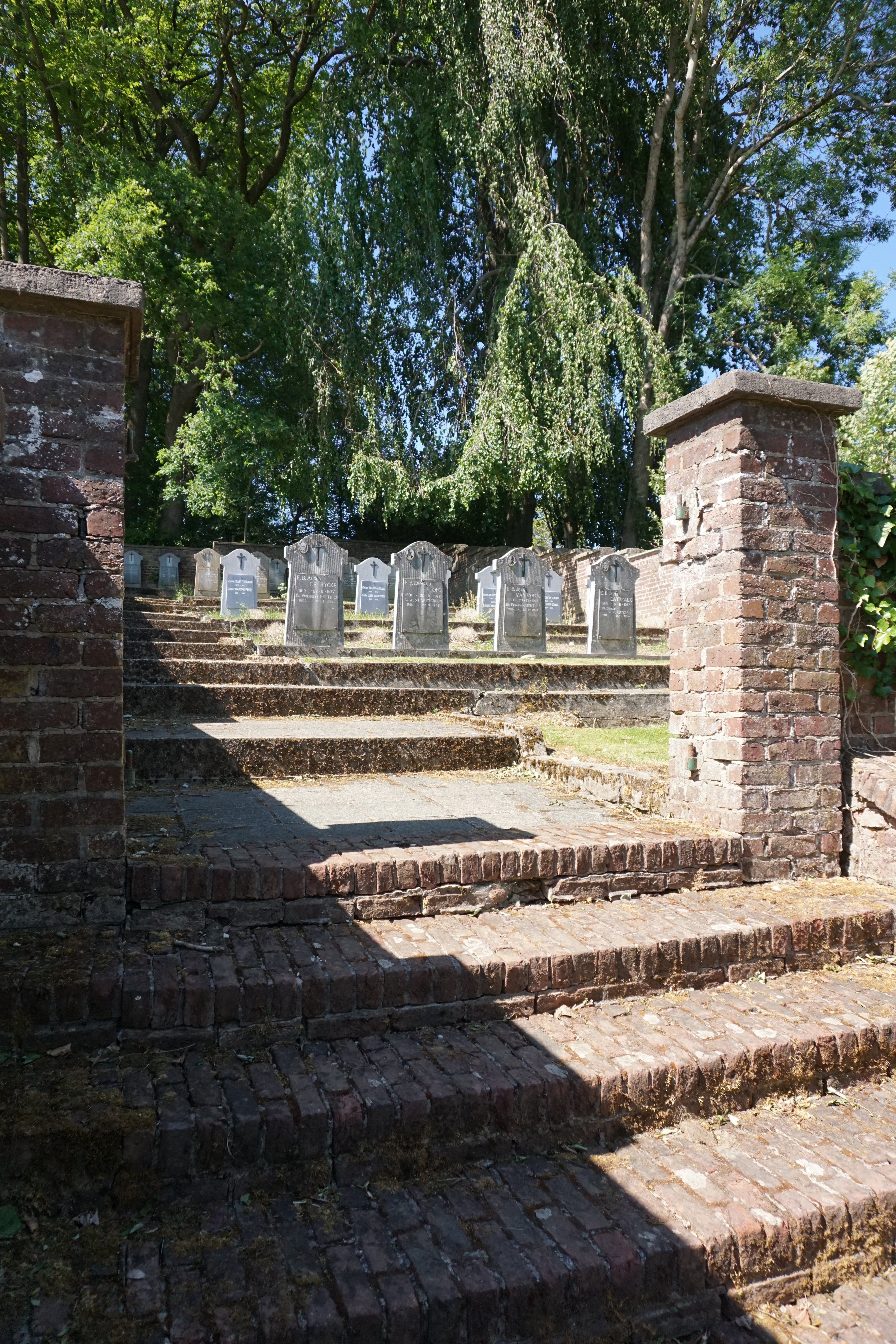
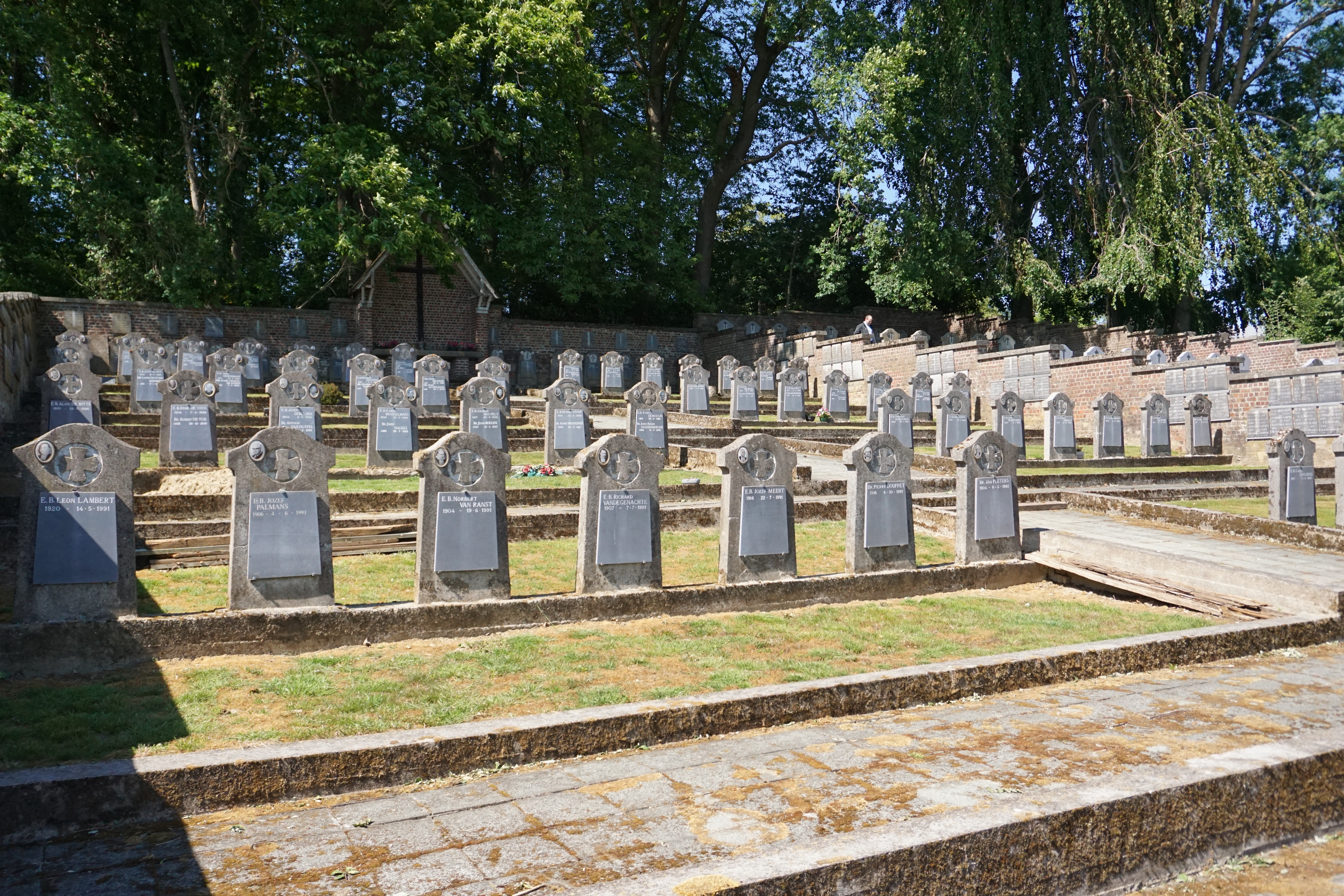
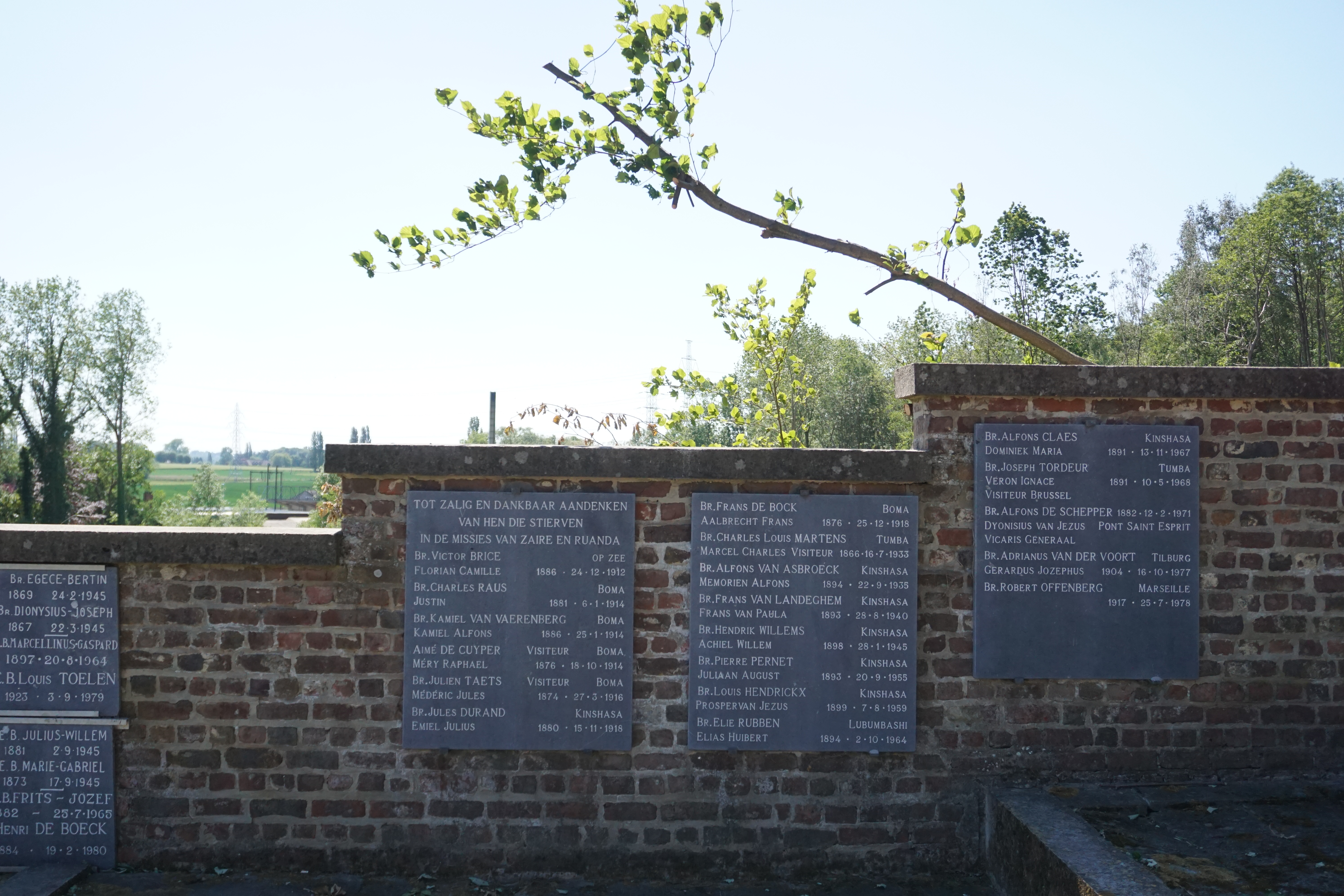
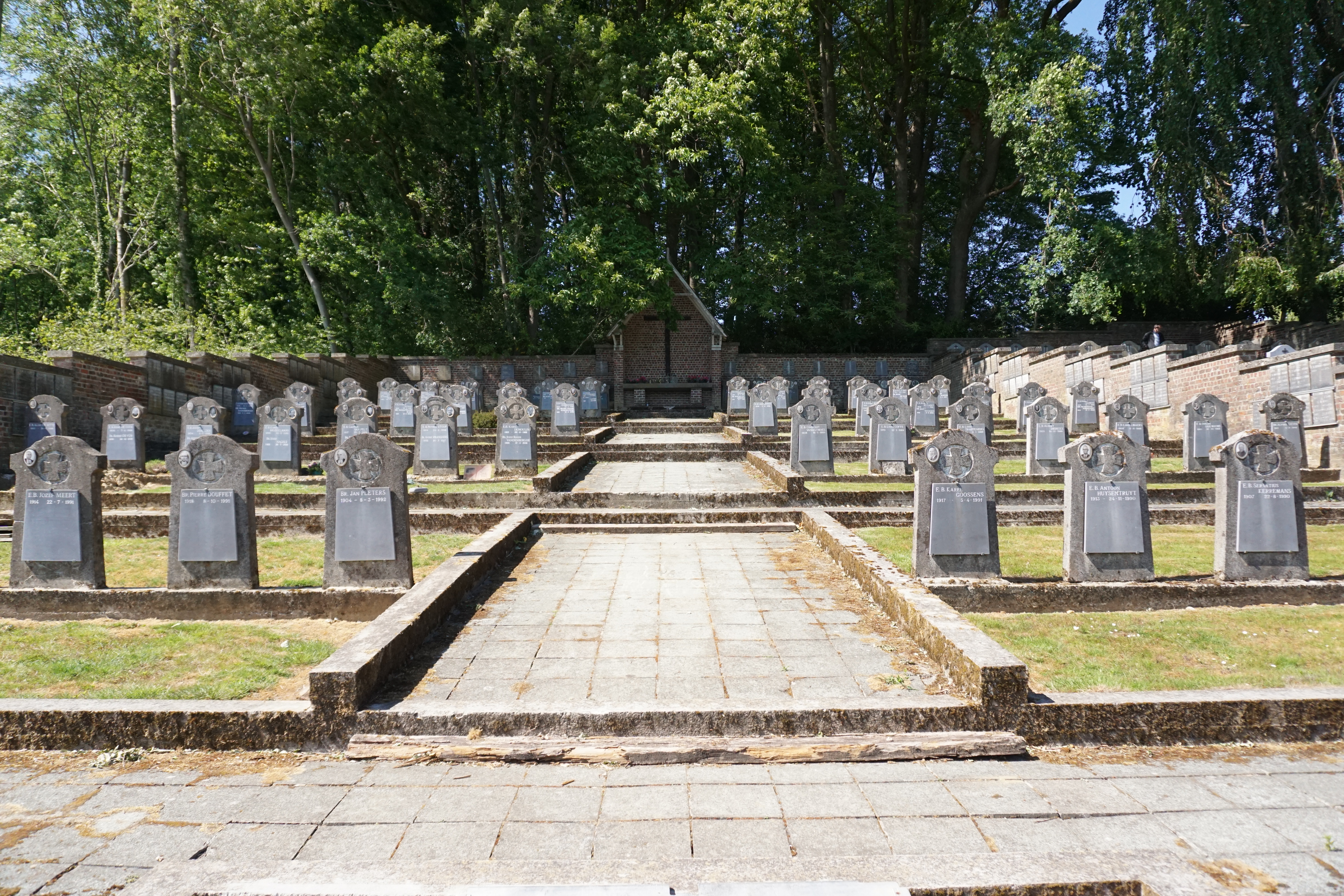
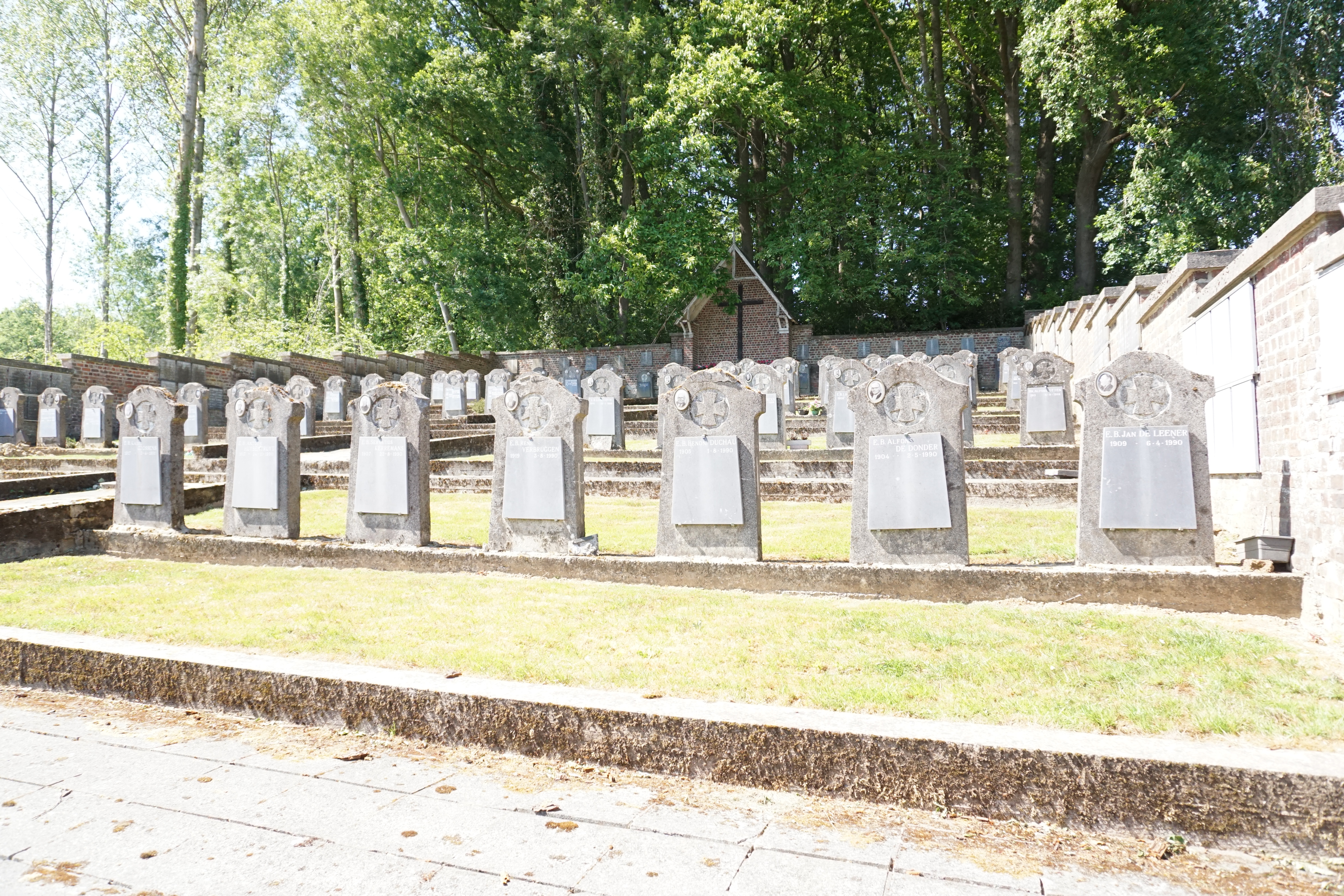
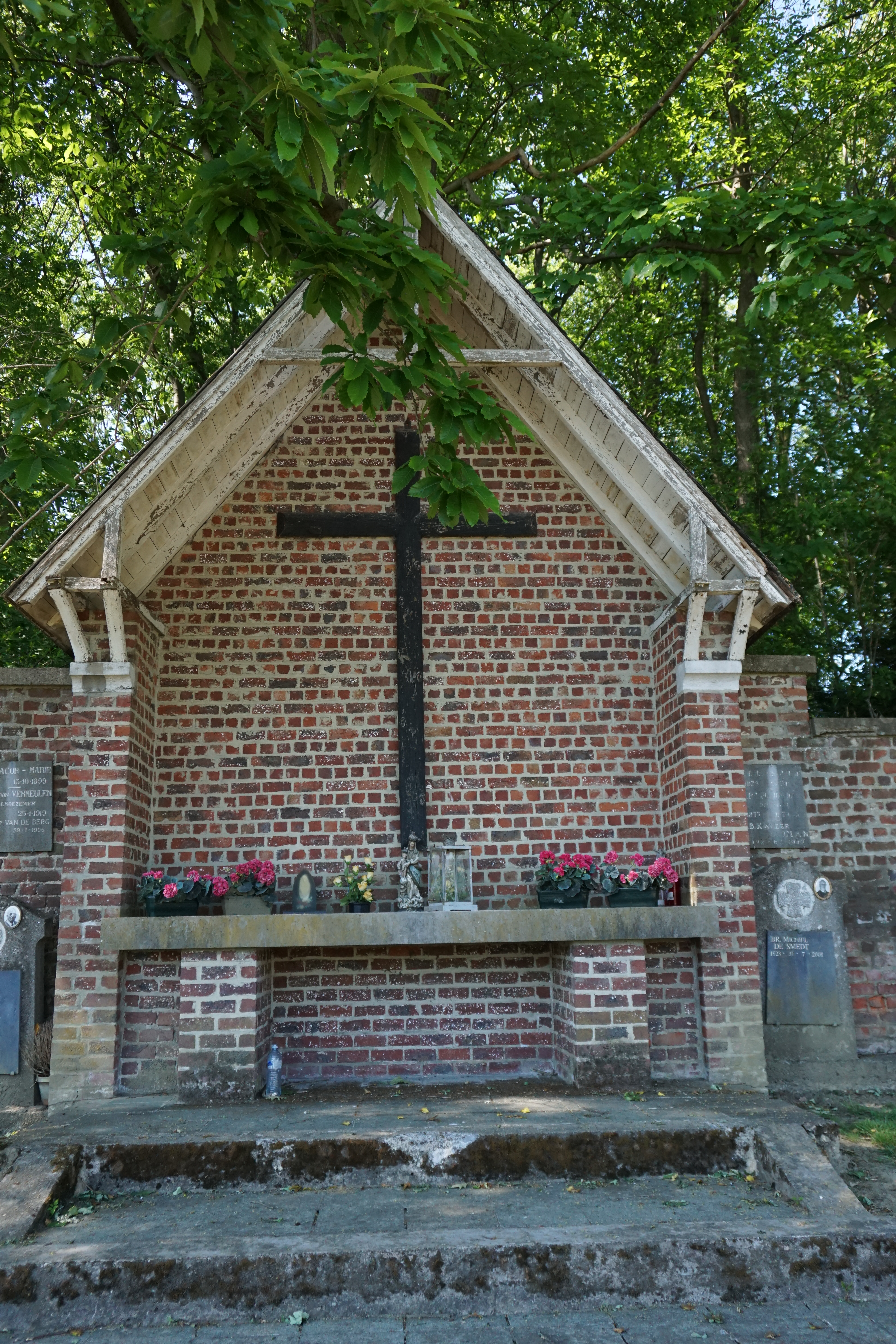
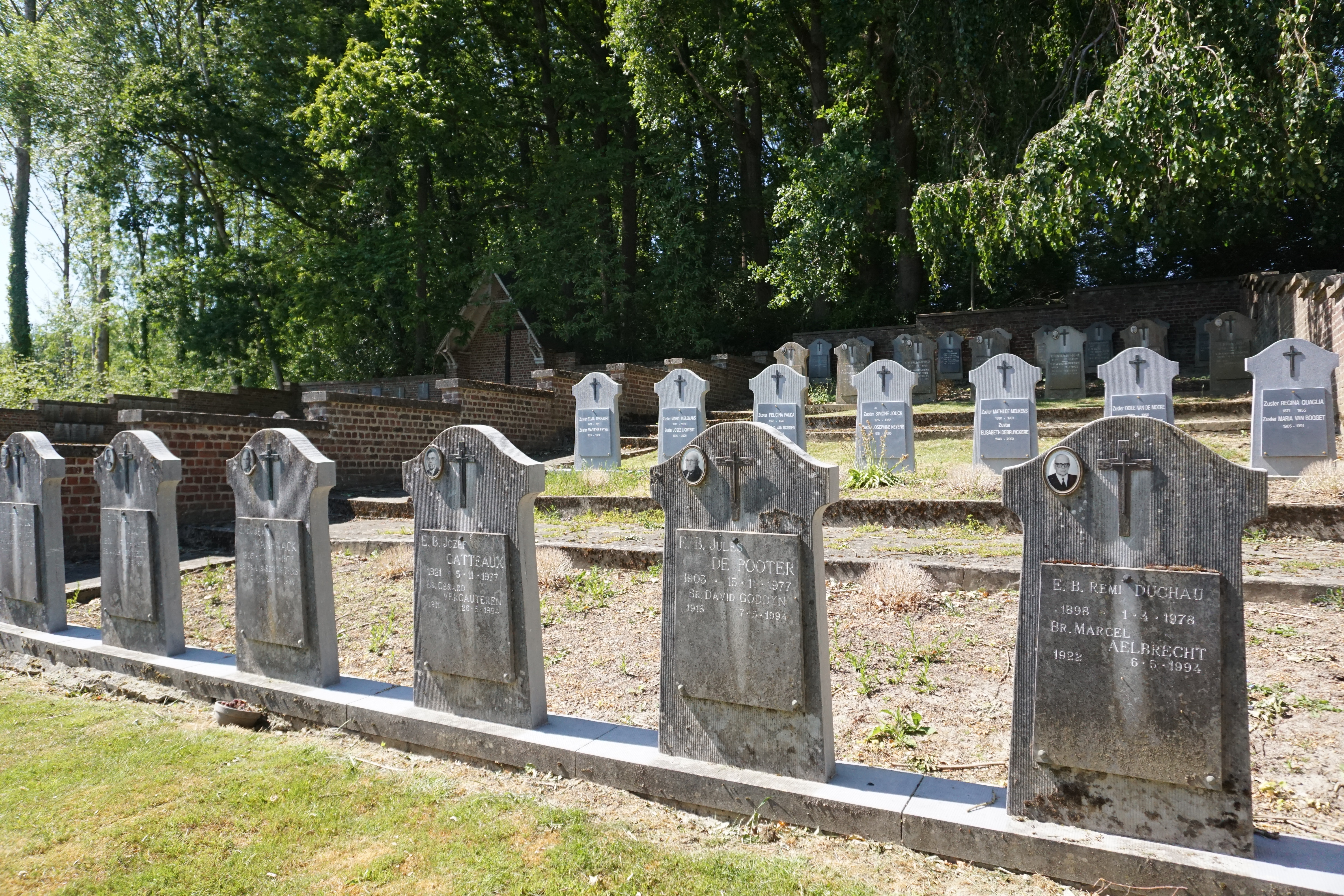
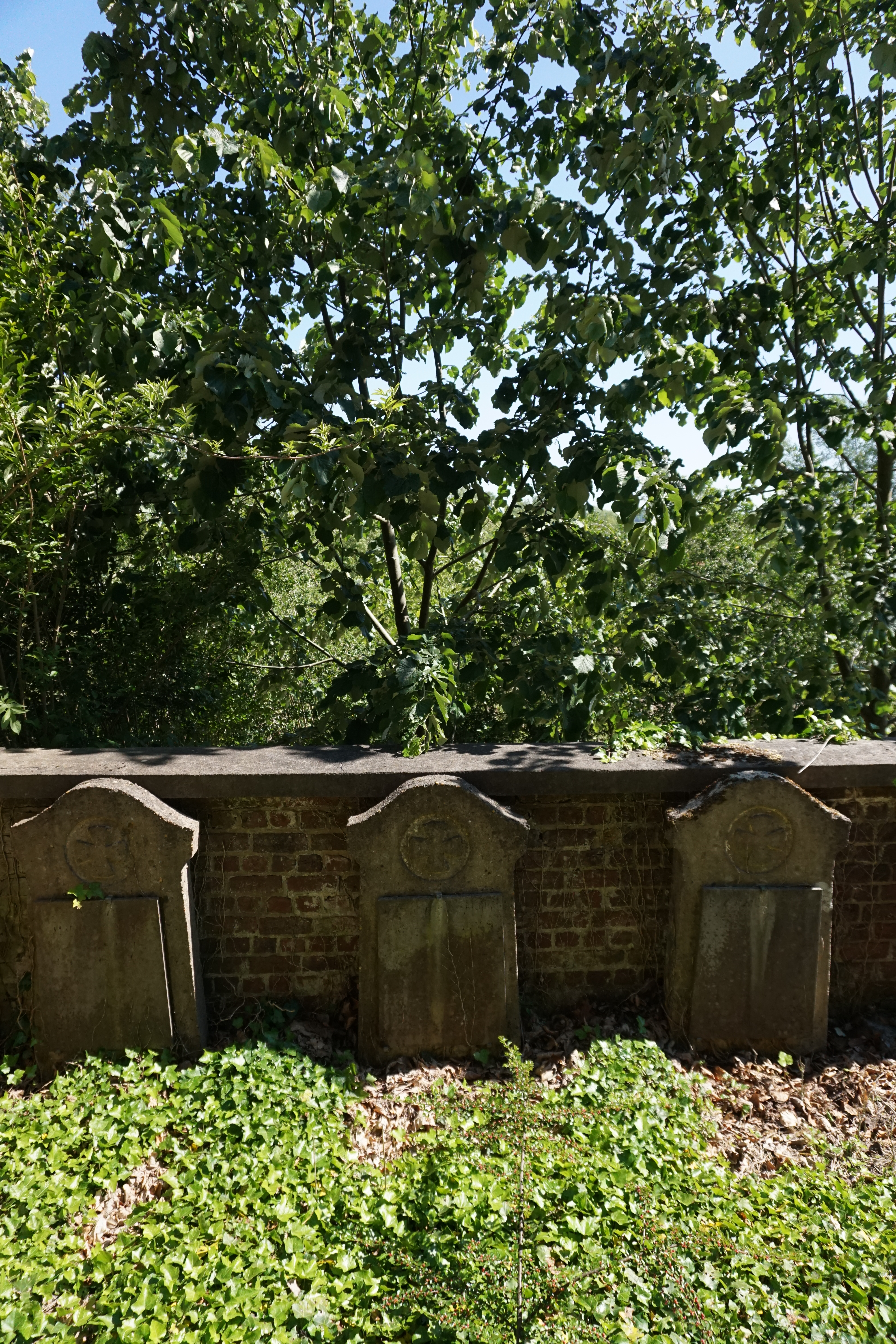

## Geschiedenis
In april 1897 kwamen de eerste broeders aan te Groot-Bijgaarden. Ze konden een domein in de buurt huren, en op 01.10.1898 kopen van mevrouw Clotilde Dansaert. Op dit domein stonden nog enige resterende gebouwen van een oude abdij, rond 1127 gesticht door de H.Wivina.
In 1898 vroegen de broeders de toelating om in de buurt een begraafplaats in te richten.  Het kerkhof werd op 3 september 1900 ingezegend door de deken van Asse. Nochtans laten vijf graven een vroegere datum zien, de oudste datum is 13 oktober 1899. De vergunningsaanvraag voor dit kerkhof sleepte twee jaar aan. De broeders hadden pas laat door dat dit kerkhof zich niet meer op Groot-Bijgaarden bevindt, maar net op Sint-Ulriks-Kapelle.
De huiskroniek van het klooster vermeldt verder over het kerkhof dat in 1912 een kalvarieberg werd opgericht, dat er in 1921 verbeteringen werden aangebracht, dat in 1923 een knekelhuis  werd voorzien en dat in 1930 de houten kruisen vervangen werden door betonnen zerken. De betonnen zerken en het kalvariekruis zijn bewaard.
Omdat het kerkhof in 1949 al te klein was, werd het eind dat jaar uitgebreid. Deze uitbreiding is vandaag nog duidelijk merkbaar, er loopt een muur dwars door het kerkhof. Het latere deel is slechts toegankelijk met een aparte toegangspoort. Het is in het tweede, kleinere deel dat de Salesianen en de Zusters begraven liggen. Zij krijgen hiervoor in 1959 de toestemming.
Op 20 oktober 1979 werden opnieuw herstellingswerken aan het kerkhof voltooid.

## Broeders van de Christelijke Scholen

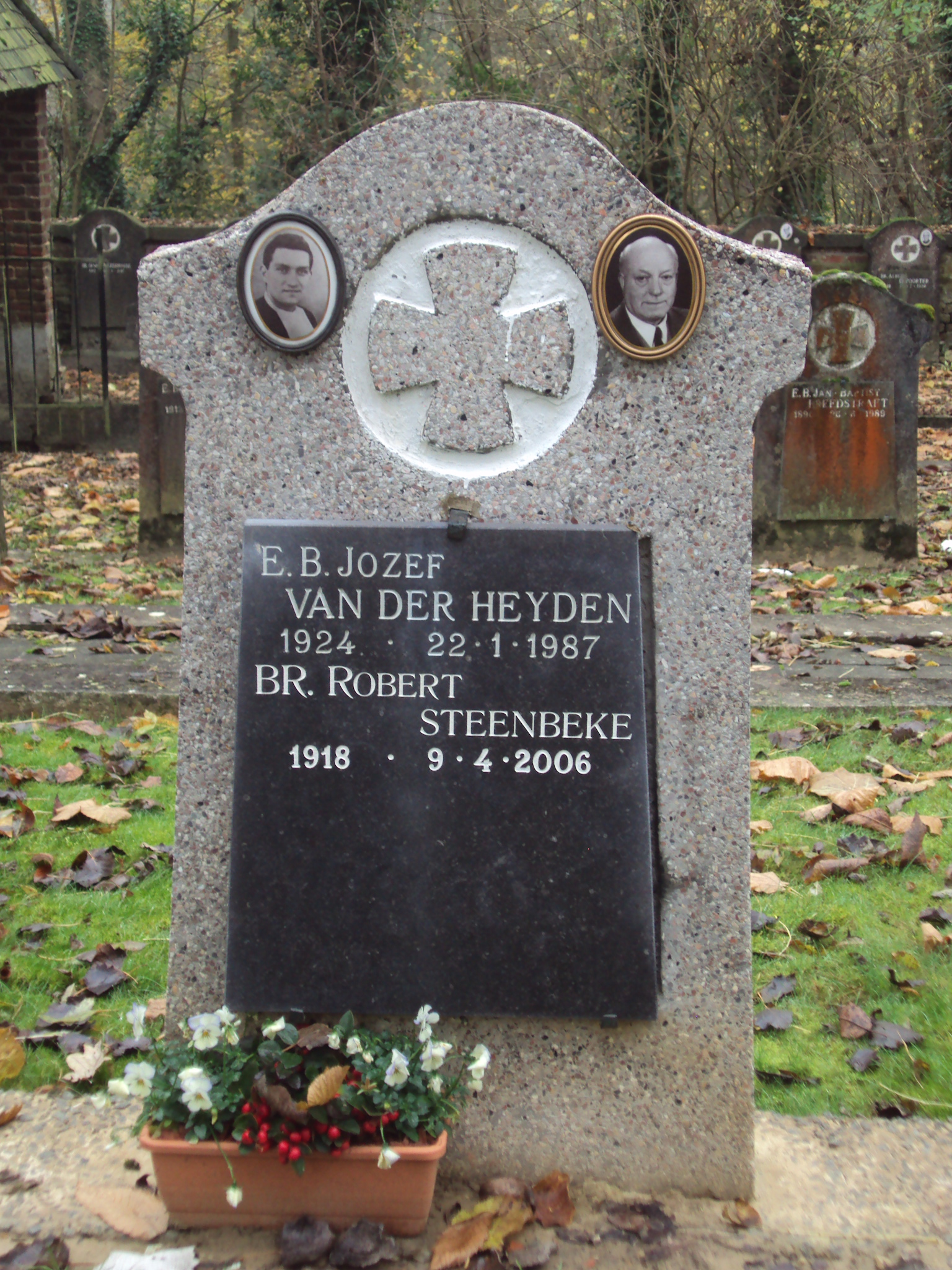
Graf broeder Martinus (Jozef Van der Heyden) en broeder Petrus (Robert Steenbeke)

In Groot-Bijgaarden is dit kerkhof door veel mensen gekend als het kerkhof van de Broeders van de Christelijke Scholen. Het is aangelegd door deze congregatie met de bedoeling om er medebroeders te begraven. De broeders betrokken in de buurt een groot klooster tussen 1897 en 2008. Daar bevond zich ook hun rusthuis zodat veel broeders in Groot-Bijgaarden zijn overleden en begraven.
Naast broeders liggen er ook nog andere mensen begraven:
- 845 Broeders van de Christelijke Scholen.
- 47 Salesianen van Don Bosco, de meesten van hen waren priester.
- 4 priesters die niet tot de Salesianen behoren.
- 30 Zusters van Don Bosco (Dochters van Maria Hulp der Christenen).
- 3 zusters van de congregatie ‘Soeurs de Charité de Notre Dame du Bon et Perpétuel Secours’.
- 5 leken, vermoedelijk betreft het werklieden die in het klooster van de broeders werkten.

Hier liggen dus bijna 1000 personen begraven. Dit kerkhof is nochtans beperkt in ruimte, het telt nauwelijks 200 identieke graven. In elk graf zijn in de loop van 120 jaar vier tot zes mensen gelegd. De grafplaten met tekst zijn wel allemaal bewaard, ze hangen op de kerkhofmuur ter hoogte van de graven en zijn duidelijk zichtbaar. Er hangen ook enkele andere platen aan de kerkhofmuur: Op één plaat worden 19 broeders-missionarissen bij naam herdacht met vermelding van de plaats van overlijden in het buitenland. Op een andere plaat worden tien zusters van de ‘Soeurs de Charité de Notre Dame du Bon et Perpétuel Secours’ herdacht die in Anderlecht werden begraven. Van deze zusters is slechts hun kloosternaam vermeld.
De volledige inventaris met alle namen ligt voor bezoekers ter inzage in de Sint-Wivinakapel.
Dat er naast Broeders van de Christelijke Scholen ook leden van andere congregaties begraven liggen, is te begrijpen. Deze hadden eveneens een klooster in de onmiddellijke nabijheid. De Salesianen van Don Bosco en de Zusters van Don Bosco zijn trouwens in 2020 nog aanwezig.

### Oorlogshelden
Op 28/01/1923 wordt het stoffelijk overschot van broeder Modestus (Jan-Petrus Lambeau) overgebracht vanuit Fleury-Modon. Daar was hij op 16/08/1917 gesneuveld. Een processie vertrok vanaf het station naar dit kerkhof, gevolgd door een hele menigte.
Ook broeder Raymond Meunier sneuvelde te Ramskapelle. Hij wordt overgebracht op 03/08/1923.
Op 05/03/1981 overleed broeder Pierre De Greef uit Wezembeek-Oppem. Hij was weerstander tijdens WO II (groep G).

### Buitenlandse broeders en Salesianen
- Mathias Hoffman (broeder Mathias de Jésus) werd op 17/07/1871 geboren in het Groot-Hertogdom-Luxemburg.

Uit Nederland:
- Henricus Hofslag (broeder Cornelis) °03/03/1912 Amsterdam.
- Petrus Van Heezik (broeder Alexander Willem) °30/09/1901 Vlissingen.
- Willem Van Heezik (broeder Jacobus Frans) °04/12/1902 Vlissingen.
- Cyriel De Coster (broeder Prosper Jozef) °09/08/1913 Clinge.
- Petrus Van Laere (broeder Albrecht Aloys) °31/12/1891 Den Haag.
- Johannes Philippa (broeder Amandus Viktor) °06/04/1898 Den Haag.
- Johannes Sprooten (broeder Huibrecht Jozef) °26/01/1884 Wittem.
- Hendrik Sprooten (broeder Meliton Hubert) °28/06/1875 Wittem.

Een heel aantal broeders kwam uit Frankrijk:
- Georges Ley (broeder Andre) werd op 01/02/1918 geboren te Carnac.
- Emile François (broeder Emile ?) op 16/08/1912 geboren te Rubrouck.
- Van 17 andere Franse broeders is de geboorteplaats niet gekend:
- Pierre Chambert (broeder Novatus; °27/07/1878)
- Albert Cromelynck (broeder Fortunatien; °04/01/1875)
- Maximilien Koinka (broeder Alain Gabriel; °22/06/1879)
- Pierre Konert (broeder Armantaire Auguste; °24/09/1842)
- André David (broeder Egèce Bertin; °30/11/1869)
- Romain Dumoulin (broeder Ephrem Norbert; °09/07/1870)
- Gustave Rocq (broeder Fabius Victor; °18/10/1875)
- Jean-Louis Gruart (broeder Felin Louis; °23/03/1853)
- Charles Vermoote (broeder Fernin; °02/08/1850)
- Paul Dufour (broeder Fidèle Gabriel; °20/05/1867)
- Joseph Van Meirhaeghe (broeder Firmat Joseph; °03/10/1886)
- Crépain Lefebvre (broeder Fresaud Charles; °25/10/1859)
- Benjamin Smagghe (broeder Fulbert Yves; °21/12/1876)
- Alphonse Neumeyer (broeder Fulgence Alphonse; °28/08/1887)
- Charles-Louis Lacour (broeder Génésie Marie; °28/01/1878)
- Jean-Joseph Harding (broeder Mamilanus; °07/09/1851)
- Jean-Aimé Forel (broeder Pothin; °23/09/1861).
- Enkele broeders zijn Duits van oorsprong:
- Herman Granderath (broeder Heinrich; °29/05/1920)
- Joseph Tuschik (broeder Dativus; °02/04/1836)
- Jacques Ant. Schmits (broeder Bonus; °15/10/1824)
- Charles Beller (broeder Makarius Marie; 15/08/1887)

Van Ferdinand Schaus (broeder Ferdinand Karel) is het niet zeker dat hij Duitser was, doch zijn lichaam werd op 10/12/1947 overgebracht vanuit Dortmund, waar hij op 17/09/1943 was overleden.
Bij de Salesianen vindt men Dominicus Montagnini (°1869 +19/08/1935) waarvan men kan vermoeden dat hij een Italiaanse afkomst had, en ene Etienne Mvukiveke (°1939 +24/08/1974) waarvan de naam Afrikaans overkomt.

## Bescherming
In tegenstelling tot andere begraafplaatsen worden hier geen graven verwijderd en worden er nog nauwelijks mensen begraven.
In 2019 werd één grafzerk beschermd (graf van architect Alfons Hoppenbrouwers of broeder Veron). Vermits alle grafzerken identiek zijn, vormt deze bescherming de facto een bescherming van de hele site. Het beheer van deze site is overgedragen aan het gemeentebestuur van Dilbeek.